# GWC認定シングル王座
GWC認定シングル王座（ジー・ダブリュー・シーにんていシングルおうざ）は、ガッツワールドプロレスリングが管理、認定していた王座。

## 歴史
2010年5月2日、ガッツワールドプロレスリング横浜赤レンガ倉庫1号館大会で行われた初代王座決定トーナメントに優勝したガッツ石島が初代王者になった。
2018年4月15日、ガッツワールドの解散により封印。

## 歴代王者
| 歴代   | 選手               | 戴冠回数 | 防衛回数 | 獲得日付       | 獲得場所 （対戦相手・その他）  |
| ------ | ------------------ | -------- | -------- | -------------- | ------------------------------ |
| 初代   | ガッツ石島         | 1        | 1        | 2010年5月2日   | 横浜赤レンガ倉庫1号館 吉野達彦 |
| 第2代  | ダイスケ           | 1        | 2        | 2010年12月4日  | 新木場1stRING                  |
| 第3代  | 田村和宏           | 1        | 3        | 2011年04月10日 | シアター1010ミニシアター       |
| 第4代  | ダイスケ           | 2        | 0        | 2011年10月16日 | 新宿FACE 返上                  |
| 第5代  | 田村和宏           | 2        | 1        | 2011年12月3日  | 新木場1stRING 吉野達彦         |
| 第6代  | ガッツ石島         | 2        | 6        | 2012年5月12日  | 新木場1stRING                  |
| 第7代  | 新井健一郎         | 1        | 3        | 2013年10月6日  | 新宿FACE                       |
| 第8代  | 吉野達彦           | 1        | 1        | 2014年10月12日 | 後楽園ホール                   |
| 第9代  | ダイスケ           | 3        | 7        | 2015年3月28日  | 新木場1stRING                  |
| 第10代 | ミスター雁之助     | 1        | 1        | 2016年5月8日   | 後楽園ホール                   |
| 第11代 | マスクドミステリー | 1        | 3        | 2016年9月11日  | 新宿FACE                       |
| 第12代 | ダイスケ           | 4        | 1        | 2017年5月5日   | 後楽園ホール                   |
| 第13代 | ガッツ石島         | 3        | 3        | 2017年8月15日  | 新木場1stRING 封印             |